# Élections au Parlement valencien
Les élections au Parlement valencien (en catalan : eleccions a les Corts Valencianes, en espagnol : elecciones a las  Cortes Valencianas) se tiennent tous les quatre ans, afin d'élire les députés au Parlement valencien. Celui-ci se compose, actuellement, de 99 députés.

## Résumé
| Année | Participation | Hémicycle                    | Parti en tête | Parti en tête    | Score   | Sièges  | Président | Président       | Président |
| ----- | ------------- | ---------------------------- | ------------- | ---------------- | ------- | ------- | --------- | --------------- | --------- |
| 1983  | 72,74 %       |                              |               | Parti socialiste | 51,77 % | 51 / 89 |           | Joan Lerma      | PSOE      |
| 1987  | 74,50 %       |                              |               | Parti socialiste | 41,72 % | 42 / 89 |           | Joan Lerma      | PSOE      |
| 1991  | 69,24 %       |                              |               | Parti socialiste | 43,29 % | 45 / 89 |           | Joan Lerma      | PSOE      |
| 1995  | 76,03 %       |                              |               | Parti populaire  | 43,28 % | 42 / 89 |           | Eduardo Zaplana | PP        |
| 1999  | 67,81 %       |                              |               | Parti populaire  | 48,63 % | 49 / 89 |           | Eduardo Zaplana | PP        |
| 1999  | 67,81 %       | José Luis Olivas (2002)      |               | Parti populaire  | 48,63 % | 49 / 89 |           |                 | PP        |
| 2003  | 71,50 %       |                              |               | Parti populaire  | 47,90 % | 48 / 89 |           | Francisco Camps | PP        |
| 2007  | 70,90 %       |                              |               | Parti populaire  | 53,22 % | 54 / 99 |           | Francisco Camps | PP        |
| 2011  | 70,19 %       |                              |               | Parti populaire  | 48,60 % | 55 / 99 |           | Francisco Camps | PP        |
| 2011  | 70,19 %       | Alberto Fabra (juillet 2011) |               | Parti populaire  | 48,60 % | 55 / 99 |           |                 | PP        |
| 2015  | 69,56 %       |                              |               | Parti populaire  | 26,98 % | 31 / 99 |           | Ximo Puig       | PSOE      |
| 2019  | 75,80 %       |                              |               | Parti socialiste | 24,21 % | 27 / 99 |           | Ximo Puig       | PSOE      |
| 2023  | 66,96 %       |                              |               | Parti populaire  | 35,75 % | 40 / 99 |           | Carlos Mazón    | PP        |